# Zákolany
Obec Zákolany se nachází v okrese Kladno, ve Středočeském kraji. Rozkládá asi třináct kilometrů severovýchodně od Kladna. Žije zde 625 obyvatel. Na území obce se nacházelo významné přemyslovské hradiště Budeč (dnes památné místo a archeologické naleziště). Po něm se Zákolany a přilehlé vsi někdy nazývaly Podbudečskem.
Zákolany leží na styku tří údolí zařízlých do Pražské plošiny, na soutoku Zákolanského, Týneckého a Třebusického potoka.

## Části obce
- Zákolany (leží v k. ú. Trněný Újezd u Zákolan)
- Kováry (ve stejnojmenném k. ú.)
- Trněný Újezd (k. ú. Trněný Újezd u Zákolan)

## Historie
První písemná zmínka o obci pochází z roku 1282.

### Územněsprávní začlenění

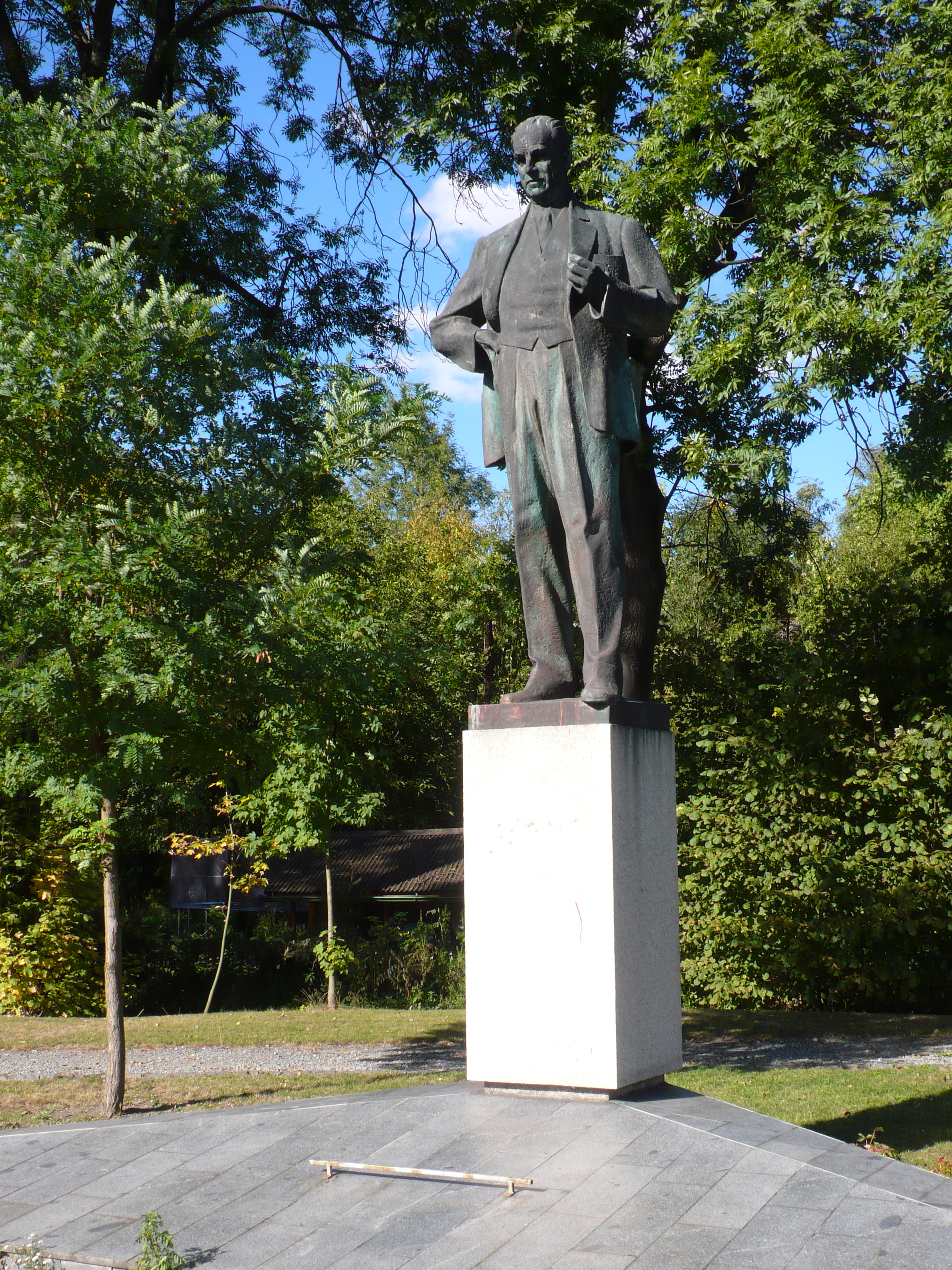
Socha místního rodáka Antonína Zápotockého (kopie, autor pův. pomníku Viktor Dobrovolný)

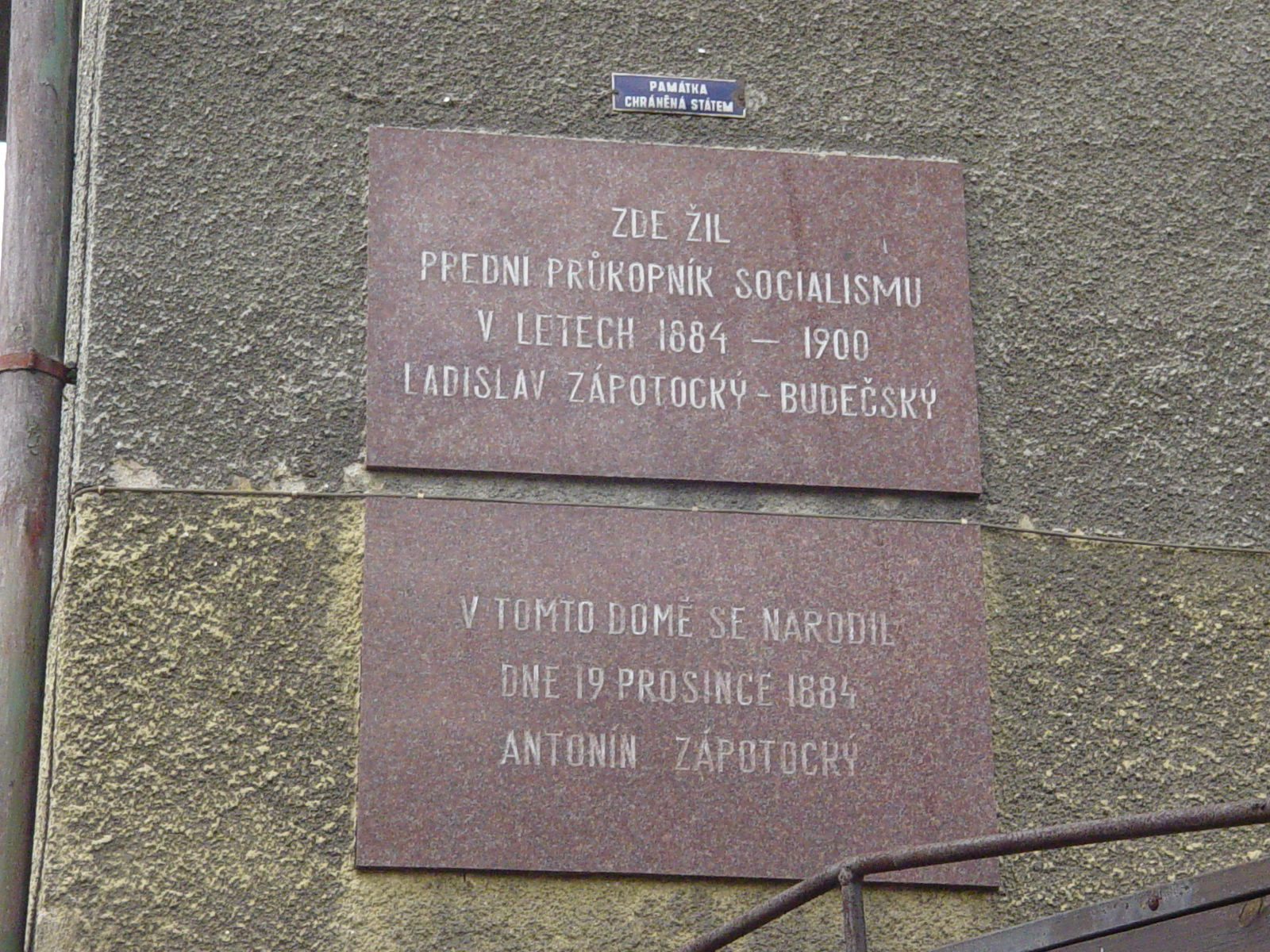
Pamětní deska na rodném domě Antonína Zápotockého

Dějiny územněsprávního začleňování zahrnují období od roku 1850 do současnosti. V chronologickém přehledu je uvedena územně administrativní příslušnost obce v roce, kdy ke změně došlo:
- 1850 země česká, kraj Praha, politický i soudní okres Smíchov[5]
- 1855 země česká, kraj Praha, soudní okres Smíchov[5]
- 1868 země česká, politický i soudní okres Smíchov[5]
- 1926 země česká, politický okres Smíchov, soudní okres Praha-západ[6]
- 1927 země česká, politický okres Praha-venkov, soudní okres Praha-západ[7]
- 1939 země česká, Oberlandrat Praha, politický okres Praha-venkov, soudní okres Praha-západ[8]
- 1942 země česká, Oberlandrat Praha, politický okres Praha-venkov-sever, soudní okres Praha-západ[9]
- 1945 země česká, správní okres Praha-venkov-sever, soudní okres Praha-západ[10]
- 1949 Pražský kraj, okres Kralupy nad Vltavou[11]
- 1960 Středočeský kraj, okres Kladno[12]

### Rok 1932
V obci Kováry (221 obyvatel, samostatná obec se později stala součástí Zákolan) byly v roce 1932 evidovány tyto živnosti a obchody: autodoprava, 2 hostince, mlýn, 2 obchody s lahvovým pivem, 5 rolníků, obchod se smíšeným zbožím, trafika, zahradník.
V obci Trněný Újezd (přísl. Zákolany, 849 obyvatel, samostatná obec se později stala součástí Zákolan) byly v roce 1932 evidovány tyto živnosti a obchody: biograf Sokol, cihelna, družstvo pro rozvod elektrické energie v Zákolanech, 12 hostinců, holič, 2 krejčí, mlýn, 2 obuvníci, 2 pekaři, továrna na piana Dalibor, obchod s lahvovým pivem, povozník, 3 pokrývači, 8 rolníků, 3 řezníci, 5 obchodů se smíšeným zbožím, Občanská záložna v Zákolanech, obchod se střižním zbožím, 3 trafiky, 2 truhláři, vetešník, zednický mistr.

### Události z konce 2. světové války v roce 1945
Při událostech souvisejících s koncem 2. světové války a odsunem německých vojáků z Prahy projížděly přes Zákolany kolony vojáků SS. Při výjezdu ze Zákolan směrem na Koleč uslyšeli střelbu, vtrhli do blízké budovy zvané Kolonie, odkud vyvlekli skupinu několika lidí, kteří se nestačili ukrýt. Na rozcestí cest směřujících na Zákolany, Blevice a Koleč zastřelili pět mužů a jednoho osmiletého chlapce. 
Po události zde bylo v roce 1946 zřízeno pietní místo připomínající tuto událost.

### Železniční neštěstí v roce 1964
V obci Zákolany se 25. ledna 1964 stalo železniční neštěstí. Nákladní vlak jedoucí z Kladna s nákladem výrobků z místních oceláren narazil při vjezdu do nádraží do osobního vlaku plného cestujících, který vyjížděl ze stanice opačným směrem. Při tragédii a na její následky zemřelo 14 lidí a dalších 18 bylo zraněno. Silně poškozeny byly obě lokomotivy a zcela zdemolováno 36 vagonů. 
V Zákolanech byl 10. června 2020 odhalen pomník připomínající toto železniční neštěstí. Autorem pomníku je vnuk jedné z obětí, Martin Frind. 

### Pamětihodnosti
Na území obce se nachází:
- přemyslovské hradiště Budeč s rotundou z 9. století;
- rodný dům prezidenta Antonína Zápotockého;
- přírodní památka Kovárské stráně;
- bývalý Důl Jan.

### Osobnosti
- Ladislav Zápotocký-Budečský (1852–1916), levicový novinář, spoluzakladatel české sociální demokracie, prožil zde velkou část života
- Antonín Zápotocký (1884–1957), pátý československý prezident, narodil se a vyrostl zde
- Václav Dřevo (1901–1968), hasič, pedagog, odbojář; narodil se zde
- Miloš Josef Pulec (1923–1991), duchovní starokatolické církve a spisovatel

## Doprava

### Dopravní síť
Obcí prochází silnice II/101 v úseku Kladno - Kralupy nad Vltavou.
Obec Zákolany protínají dvě železniční tratě 093 a 121, kříží se mimoúrovňově. Železniční Trať 093 Kralupy nad Vltavou - Kladno je jednokolejná celostátní trať, doprava byla na trati zahájena roku 1856.Na území obce leží mezilehlá železniční zastávka a nákladiště Zákolany. Železniční Trať 121 Hostivice - Středokluky - Podlešín je jednokolejná celostátní trať, doprava byla na trati zahájena roku 1873. Na území obce leží mezilehlá železniční zastávka Zákolany zastávka.

### Veřejná doprava 2011
Obci projížděly v pracovních dnech autobusové linky Koleč - Číčovice - Praha (13 spojů tam i zpět), Kladno-Blevice-Kralupy nad Vltavou (13 spojů tam, 2 spoje zpět) (dopravce ČSAD MHD Kladno, a.s.) a Slaný-Zákolany (6 spojů tam i zpět) (dopravce Autodoprava LAMER, s.r.o.). O víkendu obcí projížděla autobusová linka Koleč - Číčovice - Praha (4 spoje tam i zpět) (dopravce ČSAD MHD Kladno, a.s.).
Po trati 093 se zastávkou Zákolany jezdilo v pracovních dnech 15 párů osobních vlaků, o víkendu 10 párů osobních vlaků. Po trati 121 jezdily v létě 2 páry osobních vlaků o sobotách a nedělích z Prahy do Slaného.